# Али Кули-хан Кенгерли
Али Кули-хан Кенгерли (азерб. Əliqulu xan Kəngərli, перс. علی قلی خان کنگرلی) — 4-й хан Нахичеванского ханства, сменил прошло Рахим-хана и пребывал в должности с 1770 по 1773 год.

## История
Происходил из племени Кенгерли, брат первого хана Нахичевана — Гейдар Кули-хана. Али Кули-хан пришёл к власти в Нахичеване в 1770 году с помощью шаха Карим-хана Зенда, но через три года был свергнут Вали Кули-ханом Кенгерли.